# Aéroport Michel-Pouliot de Gaspé
L'aéroport Michel-Pouliot (code IATA : YGP • code OACI : CYGP) est un aéroport situé à Gaspé, au Québec. Il est baptisé ainsi, en octobre 2008, en l'honneur de son fondateur, Michel Pouliot, homme d'affaires gaspésien ayant aussi fondé Air Gaspé, en 1951. Construit de 1951 à 1953 sur une partie rurale et forestière du territoire de la ville de Gaspé, qui en est la propriétaire, il est situé à environ six kilomètres au sud du centre-ville.  

## Situation
| \| 100 km1:14 335 000 \| Victoriaville Gaspé Blanc-Sablon Montréal Mont · Tremblant Gatineau-Ottawa Ivujivik Îles-de-la-Madeleine Waskaganish Val-d'Or Trois-Rivières Sherbrooke Sept-Îles Schefferville Salluit Rouyn · Noranda Rivière-du-Loup Rimouski Radisson · Grande-Rivière Port-Menier Québec Mont-Joli La Tuque La · Tabatière Havre · Saint-Pierre La Romaine Kuujjuarapik Kuujjuaq Kattiniq Chibougamau Charlevoix Bonaventure Baie-Comeau Saguenay-Bagotville |
| 100 km1:14 335 000 |

## Compagnies et destinations
| Compagnies      | Destinations                                                             |
| --------------- | ------------------------------------------------------------------------ |
| PAL Airlines    | Les Îles-de-la-Madeleine, Montréal (P.-E.-Trudeau), Québec (Jean-Lesage) |
| Pascan Aviation | Les Îles-de-la-Madeleine, Montréal (Saint-Hubert), Québec (Jean-Lesage)  |

Édité le 18/10/2024